# Sarang-ui kkwabaegi
Sarang-ui kkwabaegi (사랑의 꽈배기?, lett. "Il pretzel dell'amore") conosciuto anche con il titolo internazionale Love Twist, è un drama coreano trasmesso su KBS2 dal 13 dicembre 2021 al 20 maggio 2022.

## Trama
Tre famiglie di Seul, i cui destini sono intrecciati tra loro, vengono totalmente stravolte a causa di bugie e tradimenti.

## Personaggi e interpreti

### Personaggi principali
- Oh So-ri, interpretata da Hahm Eun-jung
Ragazza ambiziosa e determinata, figlia unica di una famiglia benestante, apre un negozio online chiamato "Kkwabaegi" insieme a Ha-ru, del quale è innamorata ricambiata. Il suo rapporto con Ha-ru attraversa molti ostacoli.
- Park Ha-ru, interpretato da Kim Jin-yeop
Ragazzo gentile e talentuoso, è cresciuto insieme a So-ri dopo che la madre l'abbandonò e Ok-hee lo prese in affido. È appassionato di informatica e trova successo in questo campo negli Stati Uniti. È molto legato a So-ri, nonostante tutti sembrino contro questa cosa.
- Kang Yoon-ah, interpretata da Son Seong-yoon
Amica di So-ri, è una co-fondatrice del negozio online, ma in realtà è innamorata di Ha-ru e cerca sempre di allontanarlo da So-ri.
- Jo Kyung-joon, interpretato da Jang Se-hyeon
Amico di So-ri e Ha-ru, è un ragazzo senza lavoro che proviene da un'umile famiglia. Viene assunto come autista personale di Kwang-nam, fino ad arrivare ad occupare posti sempre più ambiti nell'azienda di quest'ultimo. Innamorato di So-ri, dopo i numerosi rifiuti di lei, i due si sposano per il bene del figlio di lei, ma in realtà a Kyung-joon interessa soltanto il denaro.
- Park Hee-ok, interpretata da Hwang Shin-hye
Madre di Ha-ru, torna da New York dopo aver intrapreso una relazione extra-coniugale con Kwang-nam.
- Oh Kwang-nam, interpretato da Yoon Da-hoon
Padre di So-ri e marito di Ok-hee, intraprende una relazione extraconiugale con Hee-ok, suo primo vero amore. È dirigente della grande compagnia Dongbang e vorrebbe che So-ri la ereditasse e lasciasse perdere il suo negozio online con Ha-ru, che non vede di buon occhio.
- Maeng Ok-hee, interpretata da Shim Hye-jin
Madre di So-ri e moglie di Kwang-nam, supporta in ogni cosa sua figlia. La sua amicizia con Hee-ok viene rovinata dal tradimento di lei con il marito. Apre in seguito una rosticceria.

### Personaggi secondari
- Jo Dong-man, interpretato da Yoo Tae-woong
Padre di Kyung-joon e marito di Mi-ja. Fa il pescatore e regala sempre il suo pescato alla famiglia di Kwang-nam, del quale è amico di lunga data, per sdebitarsi dei suoi favori. In seguito apre una pizzeria assieme alla moglie.
- Hwang Mi-ja, interpretata da Oh Young-shil
Madre di Kyung-joon e moglie di Dong-man. È amica di Ok-hee e Hee-ok ed è molto pettegola. Apre assieme al marito una pizzeria.
- Shin Do-hee, interpretata da Kim Joo-ri
Ragazza che lavora come infermiera assistente in una lussuosa casa di riposo. È interessata al denaro e farebbe qualsiasi cosa per averne sempre più. Si lega sempre di più a Kyung-joon, fino a ricattarlo.
- Kim Chul-gu, interpretato da Lee Soo-yong
Amico di Ha-ru. Le piace Yoon-ah e, durante una notte passata da ubriaco, avrà una figlia da lei, ma lui non lo sa e lo scoprirà dopo molto tempo.
- Kim Soon-bun, interpretata da Park Hye-jin
Nonna di So-ri e madre di Kwang-nam. Non sopporta Hee-ok e vorrebbe che suo figlio ne prenda le distanze e torni da Ok-hee.
- Jo/Park Han-byeol, interpretato da Park Jae-jun
Figlio di So-ri e Kyung-joon, è un bambino dolce. Il suo vero padre è Ha-ru.
- Park/Kim Saet-byeol, interpretata da Yoon Chae-na
Figlia di Yoon-ah e Ha-ru, è una bambina timida. Il suo vero padre è Chul-gu.
- Shin/Jo Won-byeol, interpretato da Kim Ra-on
Figlio di Do-hee e Kyung-joon, è un bambino vivace. Kyung-joon non vuole che si sappia che è suo figlio  perché altrimenti salterebbe la storia con So-ri.
- Kang Nam-choon, interpretato da Lee Dal-hyung
Padre di Yoon-ah, fa l'agricoltore. È un uomo molto buono e poco sveglio.
- Oh Hoe-jang, interpretato da Hwang Beom-sik
Nonno di So-ri e padre di Kwang-nam. Muore poco dopo aver scoperto che Ha-ru è figlio di Kwang-nam, non sapendo che si tratta di una bugia.
- Park Ki-tae, interpretato da Park Chul-ho
Uomo violento, conoscente di Dong-man, Kwang-nam, Ok-hee e Hee-ok. In realtà è il vero padre di Ha-ru e usa quest'informazione per ricattare gli altri.

## Colonna sonora
Gli album della colonna sonora sono usciti digitalmente il 13, 21, 30 dicembre 2021, 4, 10, 17, 24, 31 gennaio, 7, 14, 21, 28 febbraio, 7, 14, 28 marzo, 4, 11, 18, 25 aprile, 2, 9 e 16 maggio 2022.
1. Hong Joo-hyun – Leaving You Who I Loved (사랑했던 너를 떠나고?) – 3:37 (testo: Invincible Victory, Sok Sok-hee, ALMOND – musica: Invincible Victory, Sok Sok-hee, Lee Joo-yong)
2. Cho Seung-goo – Pretzel of Love (사랑의 꽈배기?) – 3:00 (Palgu Sound, Solshine)
3. See-so – Have U ever been in love – 2:58 (testo: See-so – musica: See-so, BUDI)
4. Sang-hyun dei MR.MR. – Is It Like My Heart – 3:37 (testo: Absolute Victory, ALMOND – musica: Absolute Victory, Lee Joo-yong)
5. See-so – Lavender (Please Answer Me) (라벤더 (대답해주세요)?) – 4:14 (See-so)
6. Seo J – Because Love Is So Hard (사랑이 참 어려워서?) – 3:49 (testo: Immortal, Jamie, ALMOND – musica: Immortal, Jamie, Lee Ju-yong)
7. Naeun Seol – Don't Know My Heart (내 맘을 몰라?) – 3:14 (testo: Undefeated Defeat, Sok Sok-hee, ALMOND – musica: Undefeated Defeat, Sok Sok-hee, Lee Joo-yong)
8. Yoon Tae-hwa – Shine (빛나요?) – 3:57 (testo: Undefeated, Jamie, ALMOND – musica: Undefeated, Jamie, Lee Joo-yong)
9. Rokhyun – Only One – 3:17 (testo: Absolute Victory, Hwang Seong-jin – musica: Absolute Victory, Lee Joo-yong)
10. Lydia – We're in love, but why do we get sick (사랑을 하는데 우리 왜 아픈가요?) – 3:35 (testo: Absolutely Invincible, Lydia – musica: Absolutely Invincible, Lee Joo-yong)
11. Dear Ming – Wonderful Day (아름다운 날이야?) – 3:52 (Dear Ming)
12. Moon Song-hee – I Only See You (너만 보여?) – 3:20 (testo: Undefeated, Almond – musica: Undefeated)
13. Damu – I Really Hate You (내가 참 미워?) – 3:11 (testo: Invincible, Sok Sang-hee, Damu – musica: Invincible, Sok Sang-hee, Lee Joo-yong, Damu)
14. Yeo Dong-saeng – It's You (그대라 그래요?) – 3:17 (testo: Hwang Seong-jin, Lee Joo-yong – musica: Undefeated, Lee Joo-yong)
15. Morning Coffee – Still You (아직은 널?) – 3:41 (testo: Undefeated, Sok Sok, Almond – musica: Undefeated, Sok Sok, Lee Joo-yong)
16. Jang Mi – Bad – 3:11 (testo: Invincible, Almond – musica: Invincible, Laconic)
17. Han Gabin – The Moment We Were Happy Together (우리 함께 행복했던 순간이?) – 3:42 (testo: Undefeated, Jamie – musica: Undefeated, Jamie, Lee Joo-yong)
18. Cheon Ga-yeon – I'll Let Everything Go (모두 다 놓으리라?) – 3:14 (Sok Suk-hee)
19. Han U – How Much You (내가 얼마나 널?) – 4:11 (testo: Invincible Victory, Sok Sok-hee, ALMOND – musica: Invincible Victory, Sok Sok-hee, Lee Joo-yong)
20. The Daisy – It's You (너라서 그런거야?) – 3:45 (testo: Jung Yun-kyung, Invincible Victory – musica: Invincible Victory)
21. Ha Jin-woo – I'll Be the Light (빛이 되어줄게?) – 3:38 (Jun Nu-ri)
22. Panini Brunch – Parting (이별중?) – 3:37 (testo: Jun Nu-ri – musica: Undefeated)

## Ascolti
La tabella sottostante illustra i dati di ascolto per ogni episodio, con i massimi in rosso e i minimi in blu, e la posizione nella classifica giornaliera.
| Episodio | Data di trasmissione | Dati Nielsen Korea  | Dati Nielsen Korea         | TNmS                |
| Episodio | Data di trasmissione | A livello nazionale | Area metropolitana di Seul | A livello nazionale |
| -------- | -------------------- | ------------------- | -------------------------- | ------------------- |
| 1        | 13 dicembre 2021     | 13,9% (2º)          | 11,9% (2º)                 | 12,1% (2º)          |
| 2        | 14 dicembre 2021     | 12,2% (2º)          | 10,7% (3º)                 | 13,6% (2º)          |
| 3        | 15 dicembre 2021     | 11,2% (3º)          | 9,3% (4º)                  | 12,4% (2º)          |
| 4        | 16 dicembre 2021     | 12,1% (3º)          | 10,9% (3º)                 | 12,7% (2º)          |
| 5        | 17 dicembre 2021     | 11,6% (3º)          | 9,8% (4º)                  | 13,8% (2º)          |
| 6        | 20 dicembre 2021     | 13,0% (2º)          | 11,4% (2º)                 | 12,9% (2º)          |
| 7        | 21 dicembre 2021     | 13,1% (2º)          | 11,4% (2º)                 | 13,9% (2º)          |
| 8        | 22 dicembre 2021     | 12,4% (2º)          | 10,8% (3º)                 | 12,8% (2º)          |
| 9        | 23 dicembre 2021     | 12,5% (3º)          | 10,6% (3º)                 | 13,3% (2º)          |
| 10       | 24 dicembre 2021     | 11,0% (4º)          | 10,0% (4º)                 | 13,5% (2º)          |
| 11       | 27 dicembre 2021     | 12,8% (2º)          | 11,8% (2º)                 | 13,1% (2º)          |
| 12       | 28 dicembre 2021     | 14,3% (2º)          | 12,5% (2º)                 | 14,3% (2º)          |
| 13       | 29 dicembre 2021     | 12,9% (2º)          | 10,8% (2º)                 | 13,6% (2º)          |
| 14       | 30 dicembre 2021     | 13,7% (2º)          | 11,8% (2º)                 | 14,5% (2º)          |
| 15       | 31 dicembre 2021     | 12,5% (2º)          | 10,8% (2º)                 | 13,3% (2º)          |
| 16       | 3 gennaio 2022       | 12,8% (2º)          | 11,0% (3º)                 | 12,5% (2º)          |
| 17       | 4 gennaio 2022       | 13,9% (2º)          | 12,1% (2º)                 | 12,6% (2º)          |
| 18       | 5 gennaio 2022       | 12,9% (2º)          | 10,6% (2º)                 | 11,7% (2º)          |
| 19       | 6 gennaio 2022       | 14,1% (2º)          | 12,8% (2º)                 | 12,1% (2º)          |
| 20       | 7 gennaio 2022       | 14,0% (2º)          | 12,0% (2º)                 | 11,0% (2º)          |
| 21       | 10 gennaio 2022      | 14,2% (2º)          | 12,4% (2º)                 | 12,5% (2º)          |
| 22       | 11 gennaio 2022      | 13,7% (2º)          | 11,4% (2º)                 | 12,8% (2º)          |
| 23       | 12 gennaio 2022      | 13,0% (3º)          | 11,2% (3º)                 |                     |
| 24       | 13 gennaio 2022      | 13,3% (3º)          | 11,9% (3º)                 | 12,2% (2º)          |
| 25       | 14 gennaio 2022      | 13,3% (3º)          |                            | 12,3% (2º)          |
| 26       | 17 gennaio 2022      | 13,9% (2º)          | 12,1% (2º)                 | 12,3% (2º)          |
| 27       | 18 gennaio 2022      | 14,4% (2º)          | 12,7% (2º)                 | 12,6% (2º)          |
| 28       | 19 gennaio 2022      | 12,7% (2º)          | 11,1% (2º)                 | 13,0% (2º)          |
| 29       | 20 gennaio 2022      | 14,0% (2º)          | 12,2% (2º)                 | 14,1% (2º)          |
| 30       | 21 gennaio 2022      | 13,2% (2º)          | 11,2% (2º)                 | 13,1% (2º)          |
| 31       | 24 gennaio 2022      | 14,3% (2º)          | 12,8% (2º)                 | 13,4% (2º)          |
| 32       | 25 gennaio 2022      | 14,5% (2º)          | 12,6% (2º)                 | 13,9% (2º)          |
| 33       | 26 gennaio 2022      | 14,4% (2º)          | 13,2% (2º)                 | 12,7% (2º)          |
| 34       | 27 gennaio 2022      | 14,4% (2º)          | 13,2% (2º)                 | 12,7% (2º)          |
| 35       | 28 gennaio 2022      | 14,2% (2º)          | 12,7% (2º)                 | 13,3% (2º)          |
| 36       | 2 febbraio 2022      | 13,3% (2º)          | 11,6% (3º)                 | 12,1% (2º)          |
| 37       | 3 febbraio 2022      | 12,4% (2º)          | 10,3% (4º)                 |                     |
| 38       | 4 febbraio 2022      | 14,8% (1º)          | 12,4% (1º)                 | 13,7% (1º)          |
| 39       | 21 febbraio 2022     | 13,5% (1º)          | 12,0% (1º)                 | 14,4% (1º)          |
| 40       | 22 febbraio 2022     | 14,8% (2º)          | 13,1% (2º)                 | 14,4% (2º)          |
| 41       | 23 febbraio 2022     | 14,6% (2º)          | 12,9% (2º)                 | 15,3% (2º)          |
| 42       | 24 febbraio 2022     | 14,3% (2º)          | 12,0% (3º)                 | 14,3% (2º)          |
| 43       | 25 febbraio 2022     | 13,5% (1º)          | 11,9% (1º)                 | 13,6% (1º)          |
| 44       | 28 febbraio 2022     | 14,6% (2º)          | 13,3% (2º)                 | 14,5% (2º)          |
| 45       | 1º marzo 2022        | 14,1% (2º)          | 12,0% (3º)                 | 15,7% (2º)          |
| 46       | 2 marzo 2022         | 13,2% (1º)          | 12,0% (1º)                 | 13,4% (1º)          |
| 47       | 3 marzo 2022         | 14,8% (2º)          | 13,4% (2º)                 | 13,4% (2º)          |
| 48       | 4 marzo 2022         | 14,6% (1º)          | 13,0% (1º)                 | 13,8% (1º)          |
| 49       | 7 marzo 2022         | 14,6% (2º)          | 12,7% (2º)                 | 14,2% (2º)          |
| 50       | 8 marzo 2022         | 14,5% (2º)          | 12,6% (2º)                 | 16,2% (2º)          |
| 51       | 9 marzo 2022         | 10,6% (4º)          | 9,5% (5º)                  |                     |
| 52       | 10 marzo 2022        | 14,5% (2º)          | 12,5% (2º)                 | 14,8% (2º)          |
| 53       | 11 marzo 2022        | 14,7% (2º)          | 12,2% (2º)                 | 15,8% (2º)          |
| 54       | 14 marzo 2022        | 14,9% (2º)          | 12,5% (2º)                 | 15,6% (2º)          |
| 55       | 15 marzo 2022        | 15,5% (2º)          | 13,5% (2º)                 | 14,8% (2º)          |
| 56       | 16 marzo 2022        | 14,7% (2º)          | 12,5% (2º)                 | 15,4% (2º)          |
| 57       | 17 marzo 2022        | 15,6% (2º)          | 14,1% (2º)                 | 15,2% (2º)          |
| 58       | 18 marzo 2022        | 15,4% (2º)          | 13,9% (2º)                 | 14,7% (2º)          |
| 59       | 21 marzo 2022        | 15,5% (2º)          | 13,5% (2º)                 | 15,0% (2º)          |
| 60       | 22 marzo 2022        | 15,2% (2º)          | 12,9% (2º)                 | 15,7% (2º)          |
| 61       | 23 marzo 2022        | 15,1% (2º)          | 13,0% (2º)                 | 15,0% (2º)          |
| 62       | 24 marzo 2022        | 15,6% (2º)          | 14,1% (2º)                 | 15,8% (2º)          |
| 63       | 25 marzo 2022        | 14,7% (2º)          | 12,6% (2º)                 | 13,2% (2º)          |
| 64       | 28 marzo 2022        | 16,0% (2º)          | 14,2% (2º)                 | 15,0% (2º)          |
| 65       | 29 marzo 2022        | 16,0% (2º)          | 13,7% (2º)                 | 15,3% (2º)          |
| 66       | 30 marzo 2022        | 16,0% (2º)          | 14,6% (2º)                 | 17,0% (2º)          |
| 67       | 31 marzo 2022        | 16,2% (2º)          | 14,2% (2º)                 | 16,3% (2º)          |
| 68       | 1º aprile 2022       | 15,3% (2º)          | 13,1% (2º)                 | 14,9% (2º)          |
| 69       | 4 aprile 2022        | 15,5% (2º)          | 14,0% (2º)                 | 15,1% (2º)          |
| 70       | 5 aprile 2022        | 15,4% (2º)          | 13,5% (2º)                 | 15,0% (2º)          |
| 71       | 6 aprile 2022        | 14,8% (2º)          | 12,8% (2º)                 | 15,0% (2º)          |
| 72       | 7 aprile 2022        | 15,4% (2º)          | 13,6% (2º)                 |                     |
| 73       | 8 aprile 2022        | 14,8% (2º)          | 12,6% (2º)                 |                     |
| 74       | 11 aprile 2022       | 15,5% (2º)          | 13,2% (2º)                 |                     |
| 75       | 12 aprile 2022       | 15,7% (1º)          | 14,0% (1º)                 | 15,0% (1º)          |
| 76       | 13 aprile 2022       | 15,3% (1º)          | 13,3% (1º)                 | 15,2% (2º)          |
| 77       | 14 aprile 2022       | 15,0% (2º)          | 12,6% (2º)                 | 16,0% (2º)          |
| 78       | 15 aprile 2022       | 14,4% (2º)          | 12,6% (2º)                 | 13,8% (2º)          |
| 79       | 18 aprile 2022       | 16,0% (2º)          | 14,4% (2º)                 | 16,4% (2º)          |
| 80       | 19 aprile 2022       | 15,8% (1º)          | 14,0% (2º)                 | 15,2% (2º)          |
| 81       | 20 aprile 2022       | 15,3% (2º)          | 13,2% (2º)                 | 15,7% (2º)          |
| 82       | 21 aprile 2022       | 15,3% (2º)          | 13,7% (2º)                 | 16,6% (2º)          |
| 83       | 22 aprile 2022       | 15,6% (2º)          | 14,2% (2º)                 | 13,7% (2º)          |
| 84       | 25 aprile 2022       | 16,2% (2º)          | 13,5% (2º)                 | 15,3% (2º)          |
| 85       | 26 aprile 2022       | 16,0% (2º)          | 13,9% (2º)                 | 15,5% (2º)          |
| 86       | 27 aprile 2022       | 14,0% (2º)          | 12,4% (2º)                 | 14,6% (2º)          |
| 87       | 28 aprile 2022       | 15,7% (2º)          | 13,8% (2º)                 | 14,9% (2º)          |
| 88       | 29 aprile 2022       | 15,1% (2º)          | 12,9% (2º)                 | 14,6% (2º)          |
| 89       | 2 maggio 2022        | 15,3% (2º)          | 13,3% (2º)                 | 15,2% (2º)          |
| 90       | 3 maggio 2022        | 16,3% (2º)          | 14,3% (2º)                 | 14,8% (2º)          |
| 91       | 4 maggio 2022        | 14,1% (2º)          | 12,6% (2º)                 | 15,3% (2º)          |
| 92       | 5 maggio 2022        | 14,2% (2º)          | 12,6% (2º)                 | 14,6% (2º)          |
| 93       | 6 maggio 2022        | 13,3% (2º)          | 11,9% (2º)                 | 13,2% (2º)          |
| 94       | 9 maggio 2022        | 15,7% (2º)          | 14,0% (2º)                 | 15,1% (2º)          |
| 95       | 10 maggio 2022       | 15,4% (2º)          | 13,2% (2º)                 | 14,8% (1º)          |
| 96       | 11 maggio 2022       | 15,7% (1º)          | 14,1% (1º)                 | 14,5% (1º)          |
| 97       | 12 maggio 2022       | 16,0% (1º)          | 13,7% (1º)                 | 15,2% (1º)          |
| 98       | 13 maggio 2022       | 14,6% (1º)          | 12,5% (1º)                 | 15,3% (1º)          |
| 99       | 16 maggio 2022       | 14,8% (2º)          | 12,7% (2º)                 | 14,7% (2º)          |
| 100      | 17 maggio 2022       | 15,2% (1º)          | 12,9% (2º)                 | 14,5% (2º)          |
| 101      | 18 maggio 2022       | 13,8% (2º)          | 11,7% (2º)                 | 15,2% (2º)          |
| 102      | 19 maggio 2022       | 14,9% (2º)          | 12,7% (2º)                 | 14,5% (2º)          |
| 103      | 20 maggio 2022       | 13,7% (2º)          | 12,1% (2º)                 | 12,8% (2º)          |
| Media    | Media                | 14,3%               | -                          | -                   |